# Бучачский сахарный завод
Бучачский сахарный завод — предприятие пищевой промышленности в городе Бучач Тернопольской области Украины.

## История
Строительство предприятия на западной окраине города Бучач началось в 1955 году в соответствии с пятым пятилетним планом развития народного хозяйства СССР. Из государственного бюджета на строительство завода в 1955 году было выделено 100 млн. рублей. Строительство продолжалось три года и являлось одной из крупнейших строек на территории Тернопольской области, в нём участвовали свыше 70 предприятий страны и специалисты из других республик СССР. Вместе с заводом были построены рабочий посёлок и заводская больница.
7 июня 1956 года было опубликовано постановление Совета министров СССР и ЦК КПСС «О мерах по увеличению производства сахарной свеклы и выработки сахара».
В 1957 году завод был введён в эксплуатацию и в 1958 году начал работу.
В первый сезон сахароварения (1958 года) завод перерабатывал 14-15 тыс. центнеров сахарной свеклы в сутки и произвёл 17,2 тыс. тонн сахара. В следующие годы объёмы производства были увеличены.
К началу 1972 года завод перерабатывал 25 тыс. центнеров сахарной свеклы в сутки.
В целом, в советское время завод входил в число крупнейших предприятий города, на его балансе находились объекты социальной инфраструктуры.
После провозглашения независимости Украины завод перешёл в ведение Государственного комитета пищевой промышленности Украины. В дальнейшем, государственное предприятие было преобразовано в открытое акционерное общество и перешло в собственность группы компаний «Украинская продовольственная компания», затем было реорганизовано в общество с ограниченной ответственностью. В 2007 году посевы сахарной свеклы в стране сократились на 150 тыс. гектаров, что привело к сворачиванию производства на ряде заводов (в том числе на Бучачском сахарном заводе, который в этом году работал не в полную силу в течение 20 дней). В сезон сахароварения 2007 года завод произвёл 4645 тонн сахара.
По состоянию на начало 2008 года завод не функционировал. Начавшийся в 2008 году экономический кризис осложнил положение предприятия, в июле 2009 года Антимонопольный комитет Украины разрешил приобретение завода компанией ООО «Мрия Агрохолдинг», однако в дальнейшем завод прекратил своё существование.